# Asterodiscididae
Asterodiscididae es una familia de equinodermos de Asteroidea (estrellas de mar) en el orden Valvatida.

## Características

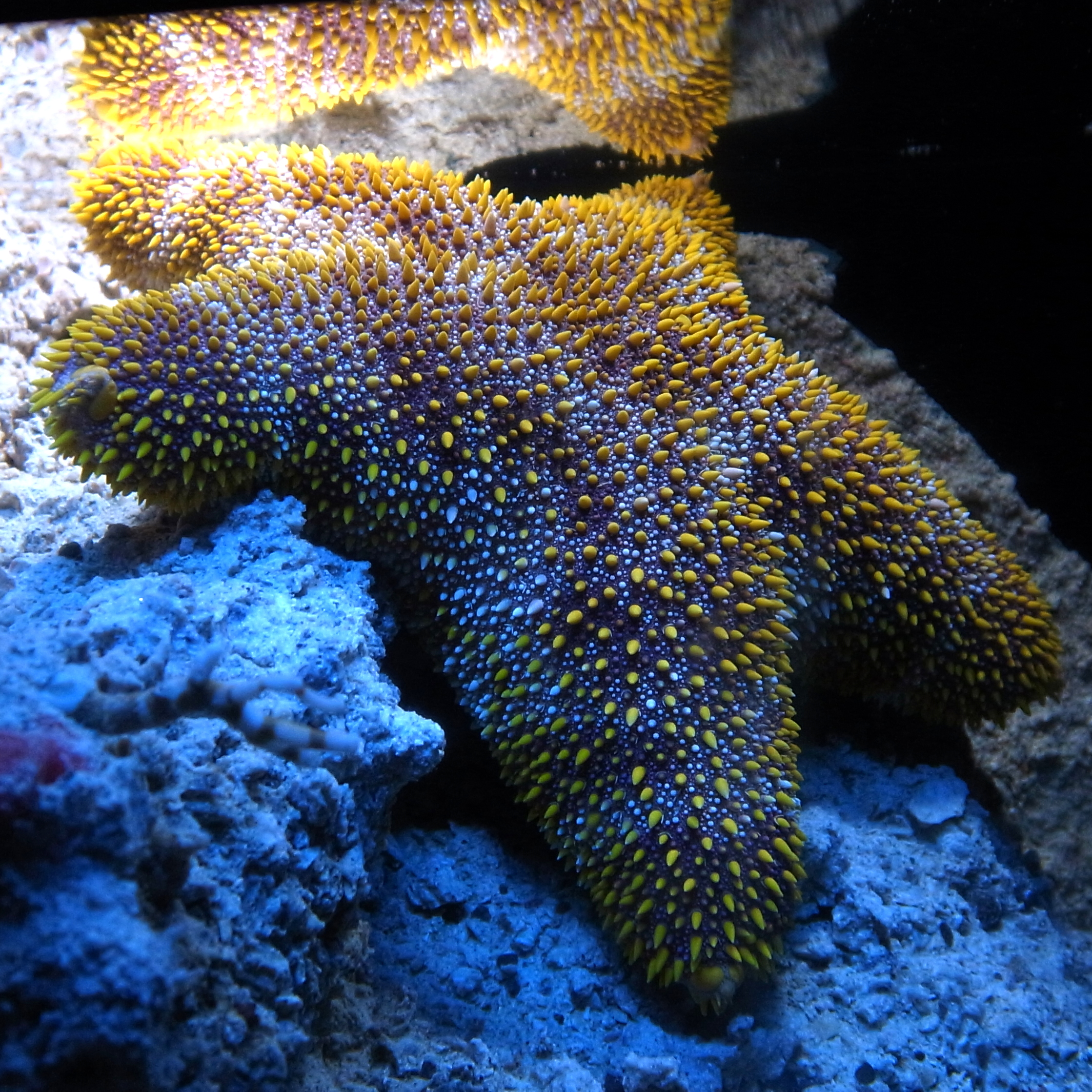
Las asterodiscides son un género de estrellas de mar. Los miembros del género tienen cinco brazos cortos y afilados y un disco ancho. El género fue descrito por primera vez por la zoóloga británica Ailsa McGown Clark en 1974.

El cuerpo con forma pentagonal o estelada. El disco es grande. El esqueleto abactinal está reticulado en juveniles. Las placas abactinales son prominentes y cada una lleva un tubérculo prominente o bien una espina y un anillo periférico o grupo de gránulos. Tienen gránulos y pequeños tubérculos sobre el tegumento de la superficie abactinal. Poseen grupos discretos de pápulas, que no son evidentes en la superficie. Tienen de 3 a 5 placas súperomarginales de cada lado de los radios. Presentan canales intermarginales que separan a las placas súpero e ínferomarginales. Las placas adambulacrales tienen espinas truncadas. Presentan pedicelarios verticalmente enlongados, a veces ausentes. Los pies ambulacrales tienen ventosas.

## Géneros
Se reconocen los siguientes géneros:
- Amphiaster Verrill, 1868
- Asterodiscides A. M. Clark, 1974
- Paulia Gray, 1840